# أليسون كوبر
أليسون جان كوبر (بالإنجليزية: Alison Jane Cooper)‏ المعروفة باسم أليسون كوبر  ((بالإنجليزية: Alison Cooper)‏، المزدادة في 31 مارس 1966) هي سيدة أعمال بريطانية، تعمل حاليا كمديرة تنفيذية في شركة إمبيريال براندز، رابع أكبر شركة تبغ في العالم وفقًا لحصة السوق.

## النشأة
ولدت كوبر وترعرت في سري جنوب لندن الكبرى لعائلة غنية، درست في مدرسة تيفين للبنات، وحصلت على بكالوريوس في الرياضيات من جامعة برستل. وبعد الشهادة اخدت سنة استراحة وسافرت إلى كينيا حيث عملت هناك كمتطوعة.

## المسيرة المهنية
ذهبت كوبر للعمل في شركة المحاسبة ديلويت في بريستول كمدققة حسابات. أصبحت هذه الشركة فيما بعد برايس وتر هاووس كوبرز، حيث عملية تخطيط إستراتيجية استحواذ كانت واحدة منها.
انضمت إلى شركة Tobacco في عام 1999 كمديرة مالية للمجموعة وتمت ترقيتها إلى مراقب مالي مجموعة في عام 2001. ارتقت إلى منصب الرئيس التنفيذي للعمليات في عام 2009، قبل أن تصبح الرئيسة التنفيذية في مارس 2010. تولت كوبر خلفا لغاريث ديفيس، الذي شغل هذا المنصب لمدة أربعة عشر عاما. قالت في ذلك الوقت: «نحن بحاجة إلى تغيير في العقلية. التبغ كان تقليديًا في الطريقة التي يعمل بها. نريد أن نتحرك من كوننا شركة تصنيع التبغ إلى شركة سلع استهلاكية سريعة الحركة».
كانت كوبر مديرًا غير تنفيذي لشركة Inchcape plc منذ يوليو 2009.
في أكتوبر 2012، أشارت كوبر إلى أنها هي و«أنجيلا آهرندتس» كانتا الرئيستين الوحيدتين اللتين تشغلان شركات فوتسي 100 وعلى الرغم من ذلك، شددت على أنها لا تؤيد إدخال نظام الحصص الذي يهدف إلى زيادة مشاركة المرأة في مجالس الإدارة.

## التكريم
في فبراير 2013، تم تقييمها من قبل برنامج «ساعة المرأة» على راديو BBC4 باعتبارها واحدة من أقوى 100 امرأة في المملكة المتحدة.